# Ocozocoautla de Espinosa
Ocozocoautla de Espinosa es la novena ciudad por habitantes del estado de Chiapas, cabecera municipal de uno de los 124 municipios. 
Es la 9.ª ciudad más importante del estado, y uno de los seis pueblos mágicos de Chiapas.

## Geografía
La ciudad de Ocozocoautla se asienta sobre un suelo de luvisol crómico. 
El paisaje es una llanura bordeada por distintos cerros, desde toda la ciudad el cerro más visible es el Cerro Meyapac que sobresale a 279 metros del centro de la ciudad y tiene una altura total de 1,100 m.s.n.m.  
Diversos ríos atraviesan la ciudad, siendo el más conocido el ubicado dentro del Parque Ecológico de Ocozocoautla. 
Suele ser golpeada constantemente por sismos ya que se encuentra cerca a los límites de la Placa norteamericana, la Placa de Cocos y la Placa del Caribe, además de tener una falla de 45 km de largo que en su punto más cercano a la ciudad se ubica a cerca de 11 km. Presuntamente el epicentro del terremoto de magnitud 7.1 ocurrido la noche del 20 de octubre de 1995. 

## Historia
Su origen esta desde antes de la conquista española, existieron en la región una serie de sitios que tenían un uso de rituales donde hay evidencia arqueológica desde el periodo Preclásico inferior hasta el Postclásico en cuevas donde los Zoques realizaban sus rituales bajo su cosmovisión, los asentamientos más importantes que era de uso temporal para rituales fueron:
- Cerro Ombligo
- El Higo
- San Isidro
- El Tigre
- El Cafetal

De acuerdo con las breves referencias que dejaron Bernal Díaz del Castillo y el escribano Diego de Godoy, que fueron los primeros conquistadores que atravesaron la región en 1523, así como de los datos asentados en la relación con Ocozocoautla, se desprende que los zoques no formaron una identidad política unificada, sino estuvieron divididos en pequeños cacicazgos, de los cuales unos tributarios a los mexicas establecidos en Zimatán (Tabasco), otros  a los chiapanecos con su capital en lo que hoy es Chiapa de Corzo y algunos eran más independientes.
La conquista de la región del Valle de Xiquipilas fue por parte de los españoles que se establecieron en los pueblos de Cintalapa, Jiquipilas, Ocozocoautla y Tuxtla. En este valle se fundaron las primeras haciendas como Soyatengo, Macuilapa, Santa Catarina, San Antonio de Padua (La Valdiviana), El Gavilán. Ocuilapa y Santa María Petapa que sus dueños eran las familias españolas.
En el siglo XVI al XIX las elites estaban conformadas por un grupo de familias hacendadas y la misma iglesia que tenía sus propias haciendas. Al finalizar el siglo XVIII la elite ladina formada por terratenientes, la burocracia civil y el clero de Chiapas comenzó a tener fuertes diferencias por la creciente demanda de tierras y de fuerza de trabajo india, las cuales y en la medida en que trascurrió el tiempo, se tomaron insuperables y propiciaron la formación de dos grupos antagónicos.
Desde la época colonial contó con una ruta más importante de salida de las mercancías hacia España era Ocozocoautla, Quechula hasta llegar a Villahermosa. La más corta y peligrosa como lo describe Manuel Mier y Terán en sus memorias.
En los finales del XIX y principios del siglo XX se convierte en un pueblo en constante desarrollo agrícola, ya que un grupo de familias que poseían fincas compuesta por familias como: Moguel, Corzo, Cal y Mayor, Rodríguez, León, Zebadúa, Sarmiento, Chanona. 
El 19 de enero de 1926, el pueblo de Ocozocoautla fue elevado a la categoría de ciudad, según decreto promulgado por Carlos A. Vidal, Gobernador Constitucional del Estado. 
Desde el 1 de diciembre de 1928, la ciudad de Ocozocoautla lleva el apellido de Espinosa, en honor al insigne político revolucionario Luis Espinosa, por decreto de Raymundo Enríquez, Gobernador Constitucional del Estado.
Después de los años 30 el municipio fue tomando importancia en la producción Agrícola y Ganadera.
En los años 70 comenzaron a asentarse población de origen tsotsil por motivos religiosos y de conflictos agrarios de su lugar de origen.
El primer cuadro de la ciudad está conformado por los Barrios San Antonio, San Juan, y San Bernabé.

### Cronología de hechos históricos
- 1592 Los nativos recuperaron sus tierras que estaban enajenadas en ese entonces por los encomenderos en la época colonial.
- 1722 Se da un levantamiento indígena en contra del cura de origen zoque Sebastián de Grijalva, por haber mandado a talar una ceiba que era sagrada para los nativos.
- 1768 Se hace la primera división territorial interna de la provincia de Chiapas, quedando este dentro de la Alcaldía Mayor de Tuxtla.
- 1774 Es parte de la Provincia de Llanos, con Xiquipilas como anexo.
- 1828 Se establece la escuela de primeras letras (de cuatro años).
- 1863 El 21 de octubre, el patriota coiteco Salvador Urbina combate en Chiapa de Corzo la insurrección, en plena época del imperio en Chiapas siendo héroe de esta batalla.
- 1882 El 11 de diciembre aparece ya como municipalidad.
- 1883 El 13 de noviembre se divide el estado en 12 departamentos siendo este parte del de Tuxtla.
- 1911 Se reúnen a las fuerzas del teniente coronel Teófilo Castillo Corzo, para defender las instituciones amenazadas por Juan Espinosa Torres.
- 1914 Se levantan en armas para apoyar a Carranza antes de la llegada del general Agustín Castro, jefe del ejército constitucionalista,.
- 1915 Desaparecen las jefaturas políticas y se crean 59 municipios libres, estando este dentro de esta primera remunicipalización, teniendo como delegación a Espinal de Morelos.
- 1926 Por decreto relativo el gobernador Carlos A. Vidal,  elevo a Ocozocoautla en categoría de ciudad.
- 1928 El 1° de diciembre, por decreto del gobernador Raymundo E. Enríquez se le agrega el apellido Espinosa, en honor al ilustre político Luis Espinosa López.
- 1945 Se funda la biblioteca pública municipal.
- Años 50´s se pavimenta la carretera panamericana.
- 1982 Hace erupción el volcán "el Chichón", que afecta gran parte del municipio.
- 1983 Para efectos del sistema de planeación, se ubica en la región I Centro.
- 1985 Con motivo del 175 Aniversario de la Independencia y 75 de la Revolución Mexicana, durante un recorrido nacional, reciben en la cabecera municipal los símbolos patrios.
- 1995 El 20 de octubre se registra un terremoto de 7.1 grados en la escala de Richter con epicentro a 11 KM al oeste de la cabecera y a 2 KM de la localidad de El Gavilán, dicho terremoto sucedió a las 20:38 horas, y causó daños en Ocozocoautla, Tuxtla Gutiérrez y Villaflores.
- 1996 Se establece la planta de harina de maíz de "Maseca", industria de importancia nacional.
- 1999 Por primera vez el Partido Acción Nacional ocupa el Ayuntamiento.
- 2002 Por primera vez el Partido de la Revolución Democrática ocupa el Ayuntamiento.
- 2010 Se organiza una votación para renombrar a Ocozocoautla como "Coita de Espinosa", pero los habitantes votaron por el nombre original, reafirmando su nombre de Ocozocoautla de Espinosa.
- 2012 Se reorganiza la distribución de los Distritos de Chiapas, quedando este en el Distrito de Cintalapa.
- 2017 Un terremoto de magnitud de 8.2 Grados en la escala de Richter golpea a la ciudad, dejando varias casas y edificios derrumbados dentro de los más importantes la Iglesia de La Santísima Trinidad, Palacio Municipal y la iglesia de San Bernabé    con daños severos.
- 2018 El 2 de julio de 2018, un día después de las elecciones federales y locales, se presentaron 2 asesinatos y se escucharon disparos, debido a la magnitud del conflicto postelectoral se recomendaba no salir a las calles, puesto a que había peligro de ser asesinados, ese mismo día se encabeza un operativo de salvaguarda en el municipio en el que estuvieron presentes policías estatales y federales declarando "toque de queda" en la población, se cree que el responsable fue entre el exalcalde Francisco Javier Chambé Morales y el actual Alfonso Estrada Pérez.
- 2021 Por primera vez el Partido Movimiento de Regeneración Nacional (MORENA) ocupa el Ayuntamiento con una votación histórica.
- 2023 El 26 de junio, la Secretaría del Turismo (SECTUR) le da el nombramiento de pueblo mágico junto a Copainalá, con los cuales Chiapas pasa a tener seis pueblos mágicos.

## Principales Fiestas
En la ciudad se lleva a cabo: 
- Carnaval Zoque Coiteco Es la fiesta más importante de la ciudad, se lleva a cabo en antes de Semana Santa, en la celebración recibe anualmente miles de turistas locales, nacionales e internacional.
- Feria de la Virgen de Asunción Es la segunda Fiesta más importante, se inicia con el peregrinaje desde Ocozocoautla se caracteriza por un peculiar aire de fe, la participación de los fieles católicos en un caminar de alrededor de 13 kilómetros, mismo que concluye en el Ocuilapa en el que aguardan con paciencia el arribo de la Virgen, que llaman también “La Aparecida”.
- Feria de San Juan Bautista
- Feria de San Antonio
- Feria de San Bernabé
- Feria de la Virgen de Guadalupe

## Principales atractivos de turísticos y Lugares de interés

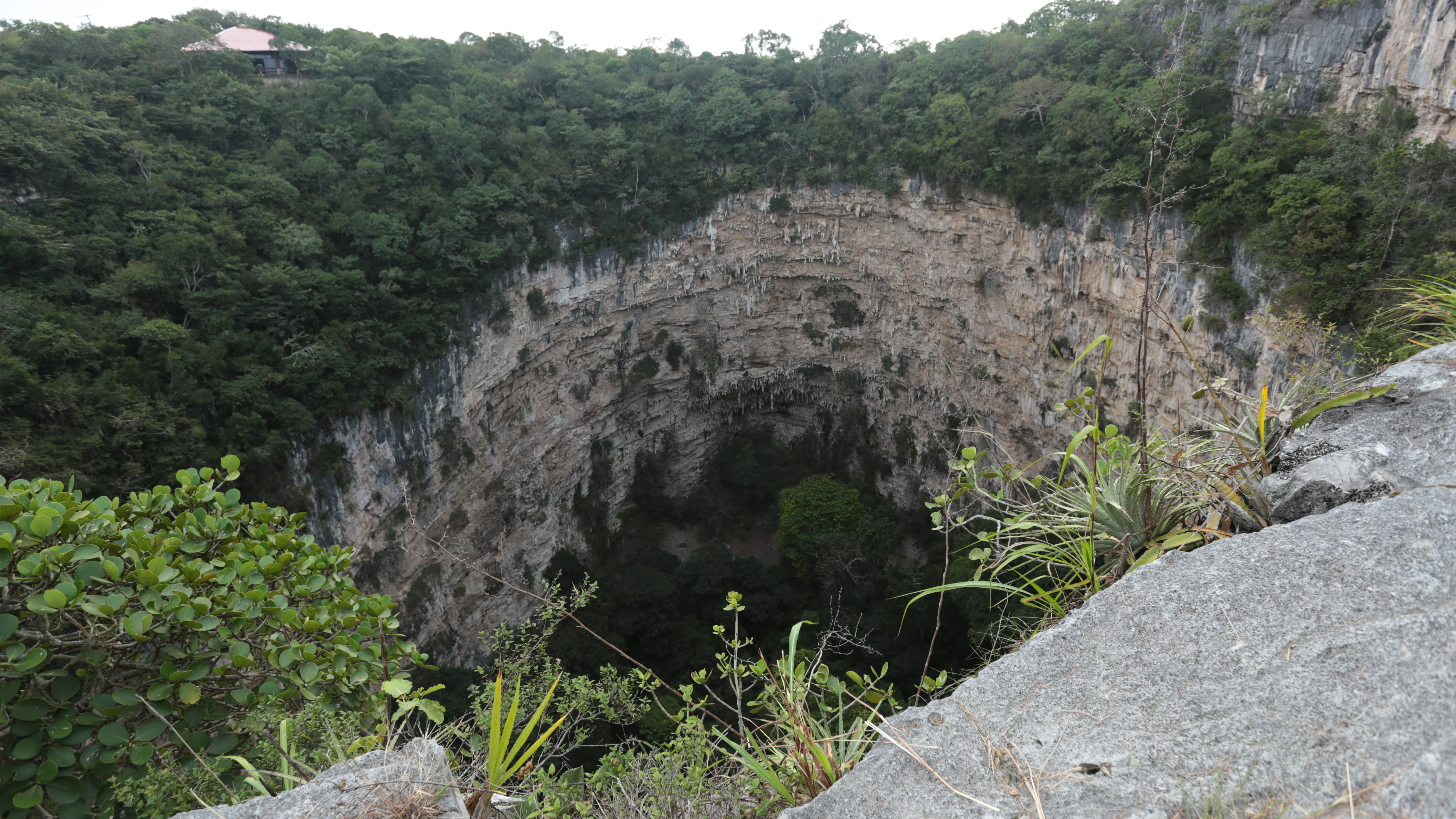

Los atractivos turísticos más importantes son:
- Sima de las Cotorras Ubicado en la carretera hacia el pueblo de Ocuilapa de Juárez, se encuentra la localidad de Piedra Parada, en este entronque tomar el camino de terracería hasta sima de las cotorras, recorriendo un total de 18 kilómetro Hay un señalamiento que indica para poder llegar a la sima.
- El Aguacero está ubicado en la carretera internacional saliendo de Ocozocoautla con dirección a Cintalapa, se toma un desvió, a un costado esta la empresa Bachoco, hay un señalamiento que indica el camino de 3 km en terracería para poder llegar.
- Río Francés Es un pequeño río ubicado en la carretera que lleva a Ocuilapa de Juárez. No se debe entrar a Ocuilapa, se continua por esa carretera hasta llegar a la desvió y luego a la entrada.
- Ojo de Agua  Es un río ubicada en la colonia del mismo nombre con dirección a la Carretera a H. Galeana, se tiene que dirigir sobre la carretera libre a Berriozábal, hay un entronque que te lleva al fraccionamiento Cd. Maya, se sigue recto hasta llegar a Galeana.
- Cerro Ombligo Cuenta con un pequeño centro arqueológico a cerca del Barrio San Miguel, se accede a él por un camino rústico estrecho, el lugar se le denomina "Cerro Ombligo" es de origen Zoque.
- Club de Vuelo Valle Bonito Es un club dedicado al vuelo deportivo con diferentes actividades, en donde se puede apreciar diferentes lugares desde las alturas, la Sima de las Cotorras, el Cañón de la Venta, las Cascadas de la Conchuda  y el Aguacero.
- Iglesia de San Juan Bautista Es la parroquia del municipio y el 25 de junio se le celebra su santo, data desde el siglo XVI, es unas de las iglesias más antiguas del estado, pero ha sufrió diversas modificaciones en su fachada durante el siglo XX, aun se conserva su arquitectura original, con influencia mudéjar y está bajo el catálogo de monumentos históricos del INAH.
- Iglesia de San Bernabé Es una ermita que data desde el siglo XIX con una arquitectura sencilla, su construcción es de adobe, con repello de cal, sufrió unas pequeñas modificaciones y está bajo el catálogo de monumentos históricos del INAH.
- Iglesia de Nuestra Señora del Sagrado Corazón (Iglesia de Barrio Nuevo) Es una iglesia que data del siglo XVII, esáa bajo el catálogo de monumentos históricos del INAH.
- Mirador de la Cruz Es una cruz ubicado en el cerro que esta al norte de la macha urbana, en su cima se puede apreciar una buena panorámica de la ciudad, por lo regular suben deportistas a ejercitarse y aprovechar la belleza del paisaje que ofrece.

## Demografía
De acuerdo a los resultados del Censo de Población y Vivienda realizado en 2020 por el Instituto Nacional de Estadística y Geografía, la población total del municipio de Ocozocoautla de Espinosa es de 97 397 habitantes. 
La densidad poblacional del municipio es de 39.03 habitantes por kilómetro cuadrados.

## Política
Para la elección de diputados locales al Congreso de Chiapas y de diputados federales a la Cámara de Diputados federal, el municipio de Ocozocoautla de Espinosa se encuentra integrado en los siguientes distritos electorales:
Local:
- Distrito Electoral local 14 de Chiapas con cabecera en Cintalapa.

Federal:
- Distrito Electoral Federal 6 de Chiapas con cabecera en Tuxtla Gutiérrez.

## Cronología de los Presidentes Municipales
| Presidente Municipal                                           | Período de Gobierno |
| -------------------------------------------------------------- | ------------------- |
| Ciro Rodríguez                                                 | 1915                |
| F. Chanona                                                     | 1915                |
| Pablo Miceli                                                   | 1916                |
| Joaquín Salgado                                                | 1917                |
| Cleofas Montoya                                                | 1917                |
| Pablo Miceli                                                   | 1918                |
| Tomás Ochoa                                                    | 1919                |
| Pompilio Brindis                                               | 1920                |
| Guillermo Sánchez Zambrano                                     | 1921                |
| José María Brindis                                             | 1922                |
| Ernesto Medina                                                 | 1923                |
| Gabriel Esquinca                                               | 1923                |
| Abel Camacho                                                   | 1924                |
| R. Eustaquio Rodríguez                                         | 1925                |
| Samuel I. Corzo                                                | 1926-1927           |
| Samuel Rodríguez Aguilar                                       | 1927                |
| José Inés Morales                                              | 1927                |
| Arcadio León                                                   | 1927                |
| Joaquín Rodríguez                                              | 1928                |
| Heraclio Corzo                                                 | 1928                |
| Manuel I. Corzo                                                | 1929-1930           |
| Eduardo Miceli                                                 | 1931-1932           |
| Gabriel León                                                   | 1933-1934           |
| Rafael García (Hijo)                                           | 1935-1936           |
| Manuel Corzo                                                   | 1939-1940           |
| Carlos E. Chanona                                              | 1941-1942           |
| Noé C. Rincón                                                  | 1943-1944           |
| Guadalupe Castellanos                                          | 1945-1946           |
| Rafael C. García (Hijo)                                        | 1947-1948           |
| Inocente Zebadúa                                               | 1949-1950           |
| Gustavo Zambrano L.                                            | 1951-1952           |
| Reynaldo Castellanos                                           | 1953-1954           |
| Yeudiel León Altamirano                                        | 1953-1955           |
| Abel Camacho Garduza                                           | 1959-1962           |
| Alfonso Corzo Espinoza                                         | 1962-1965           |
| René Morales Espinoza                                          | 1965-1968           |
| Javier León León                                               | 1968-1971           |
| Jorge López Burguete                                           | 1971-1974           |
| Aarón Pérez Gómez                                              | 1974-1977           |
| Daniel Burguete Rovira                                         | 1977-1980           |
| Ariosto Maza Burguete                                          | 1980-1983           |
| José León Cruz                                                 | 1983-1986           |
| Wenso Gutember Gordillo Miceli                                 | 1986-1989           |
| Julio Efraín Montesinos Chanona                                | 1989-1992           |
| Jesús Pérez Cervantes                                          | 1992-1995           |
| Mario Alberto León Burguete                                    | 1995-1998           |
| Francisco Javier Chambé Morales                                | 1998-2001           |
| Tomás Pimentel Pérez                                           | 2001-2004           |
| Ledín Méndez Nucamendi                                         | 2004-2007           |
| Francisco Javier Chambe Morales - María de Lourdes López López | 2007-2010           |
| Silver Eroy Corzo León                                         | 2010-2012           |
| Martín Ramiro Chambé León                                      | 2012-2015           |
| Francisco Javier Chambe Morales                                | 2015-2018           |
| Alfonso Estrada Pérez                                          | 2018-2021           |
| Javier Alejandro Maza Cruz - Jaurez Nandayapa                  | 2021-2024           |
| Francisco Javier Chambe Morales                                | 2024-2027           |

Fuente: http://www.inafed.gob.mx/work/enciclopedia/EMM07chiapas/municipios/07061a.html Archivado el 19 de julio de 2020 en Wayback Machine.